# Meteorium cucullatum
Meteorium cucullatum är en bladmossart som beskrevs av Lin Shan-hsiung och Wu Sheng-hua in Wu Sheng-hua 1986. Meteorium cucullatum ingår i släktet Meteorium och familjen Meteoriaceae. Inga underarter finns listade i Catalogue of Life.